# Пэкхо
Кан Тонхо (кор. 강동호?, 姜東昊?; род. 21 июля 1995 года, Чеджудо, Республика Корея), наиболее известный под псевдонимом Пэкхо (кор. 백호?, 白虎?), — южнокорейский певец, автор песен, музыкальный продюсер и актёр музыкального театра. Ранее был ведущим вокалистом и музыкальным продюсером южнокорейского бой-бэнда NU'EST. Сольный дебют Пэкхо состоялся в октябре 2022 года с выпуском его первого мини-альбома Absolute Zero. За свои мощные вокальные данные и физическую привлекательность он получил прозвище «Сексуальной иконы» своего поколения.

## Ранняя жизнь и образование
Кан Тонхо родился 21 июля 1995 года в Аеволе, Чеджудо, Республика Корея. У него есть младший брат.
Изначально он не планировал заниматься музыкальной индустрией до того, как его заметили. Позже он упомянул, что корейский бой-бэнд TVXQ был его образцом для подражания и источником музыкального вдохновения. Он окончил Сеульскую школу радиовещания, а затем — Институт искусств Пэкче. 10 марта 2020 года он вместе с участниками JR, Минхёном и Реном поступил на первый курс Практического музыкального направления в Институт будущих талантов Университета Ханьян.

## Карьера

### Пре-дебют
Пэкхо стал стажёром Pledis Entertainment после того, как компания заметила его в 2010 году. Он стал более известен после участия в музыкальном клипе своей коллеги по лейблу After School на песню «Play Ur Love». В 2011 году он и его коллега по группе JR появились в ток-шоу KBS «Здравствуйте», где участница After School Кахи раскрыла их как двух участников NU'EST.
До своего дебюта Пэкхо появлялся в музыкальных релизах своих коллег по лейблу в составе группы Pledis Boys. Он был танцором второго плана в клипе After School Blue на песню «Wonder Boy» и участвовал в рождественском релизе Pledis Entertainment «Love Letter».

### 2012—2022: NU'EST

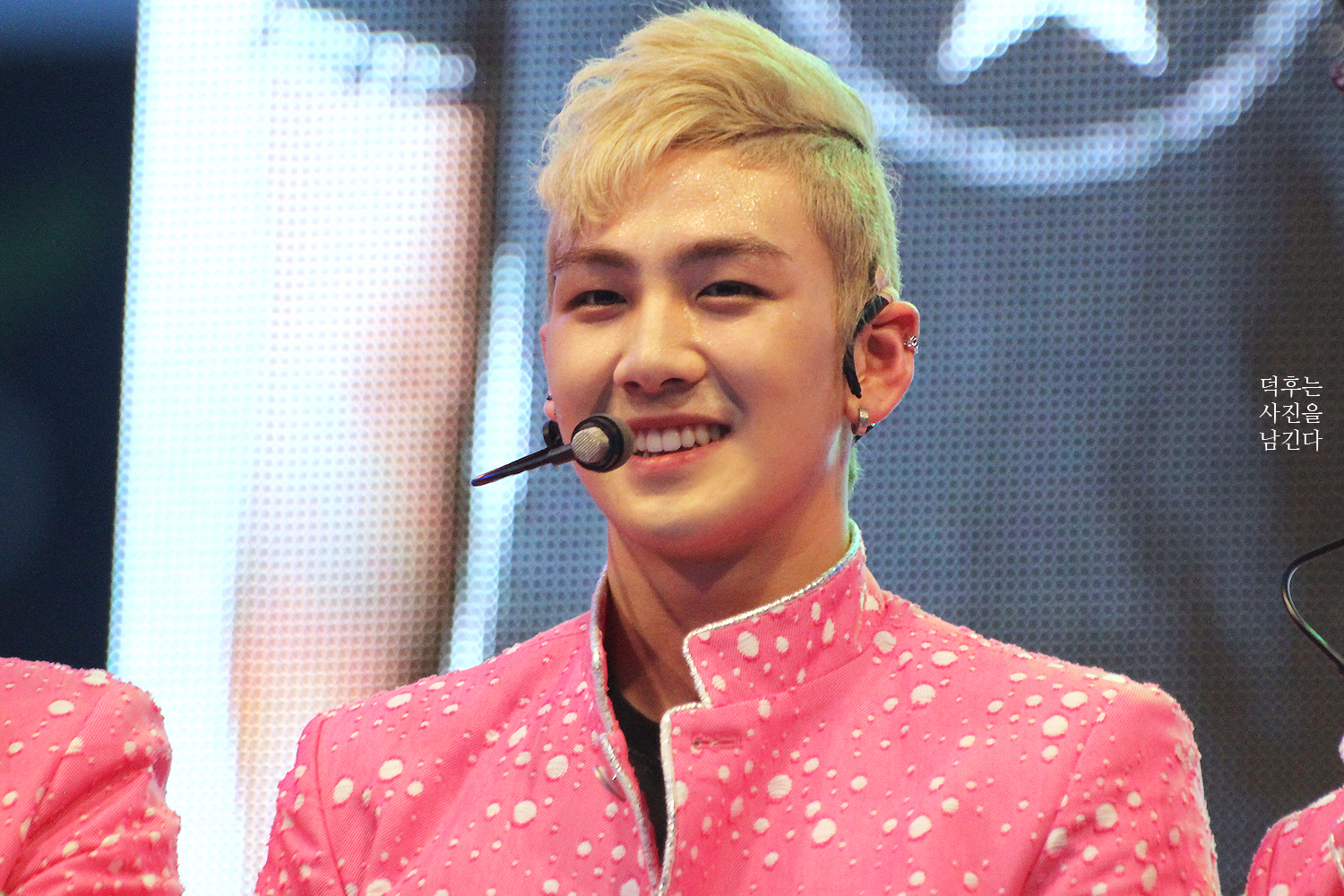
Пэкхо, 2012 год

15 марта 2012 года Пэкхо дебютировал как главный вокалист группы NU'EST. Его сценическое имя было выбрано коллегой по лейблу Ким Юджин из After School. Имя было выбрано из-за его сходства с персонажем Ханамити Сакураги из аниме «Slam Dunk» (в корейской версии персонаж известен как Кан Пэкхо).
В 2013 году Пэкхо появился в камео-роли в телевизионной драме «Даосский маг Чон У Чхи».

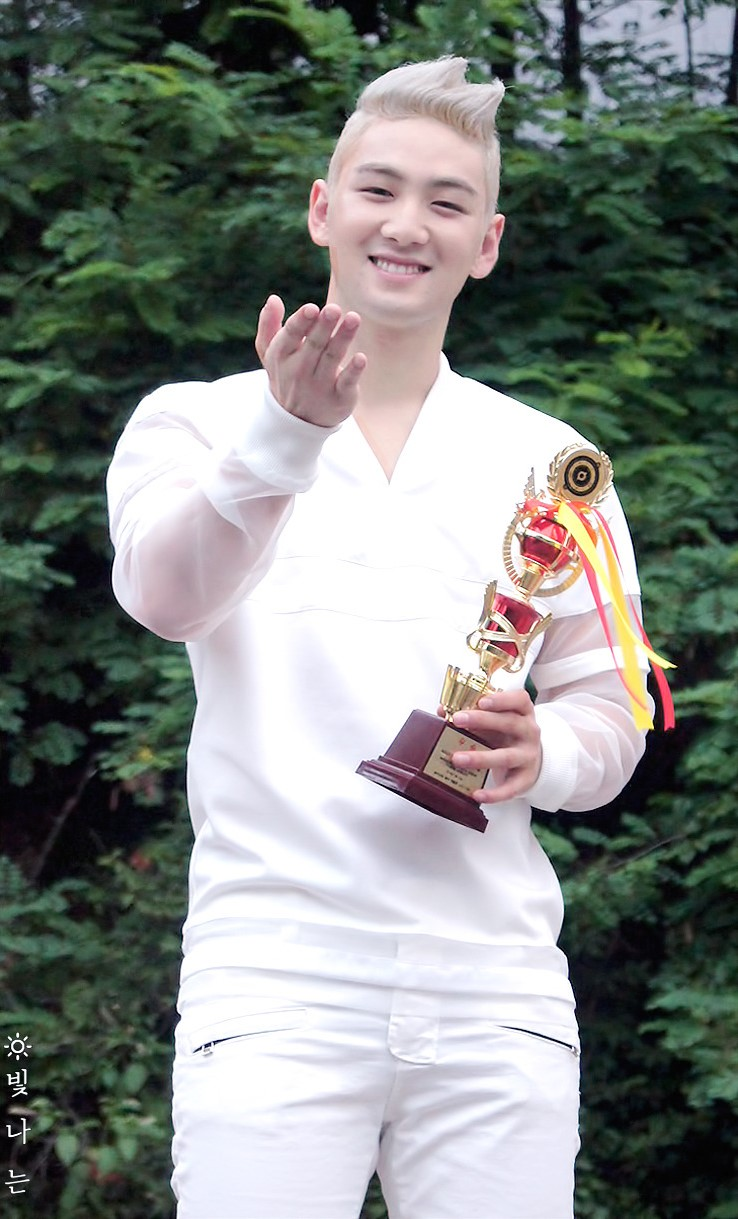
Пэкхо, 2014 год

В начале 2014 года у него диагностировали узелки голосовых складок. Тем не менее, он принял решение продолжить выступления с NU'EST во время лечения. В ноябре компания Pledis Entertainment объявила, что он временно прекращает участие во всех групповых мероприятиях. Врачи рекомендовали ему полностью воздержаться от голосовых нагрузок, и он перенес операцию на голосовых связках. В феврале 2016 года стало известно, что он полностью восстановился.
В 2015 году Пэкхо исполнил небольшую роль второго плана в японском независимом фильме «Два незнакомца» вместе с участниками группы NU'EST.
Пэкхо начал заниматься написанием песен и продюсированием музыки в 2015 году. Его первые самостоятельные композиции, «Lost & Found» и «VVith», вошли в четвёртый мини-альбом группы NU'EST под названием Q is. С тех пор он указан как продюсер всех альбомов NU'EST и NU'EST W.

#### Produce 101

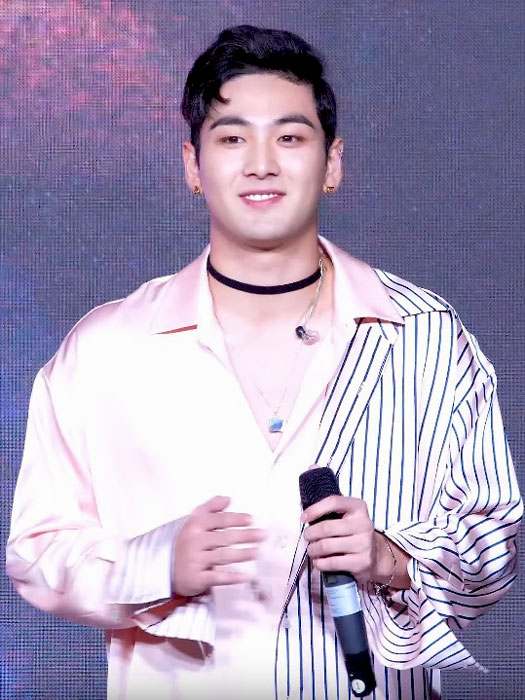
Пэкхо, 2017 год

В 2017 году Пэкхо, под своим настоящим именем Кан Тонхо, участвовал в реалити-шоу «Produce 101 2 сезон» вместе с участниками NU'EST: JR, Минхёном и Реном. На шоу он исполнил кавер на песню BTS «Boy in Luv», что привело к тому, что интернет-пользователи дали ему прозвище «сексуальный бандит». В рамках задания, связанного с позированием, он исполнил кавер на песню Blackpink «Playing with Fire», и количество просмотров его фанкам-видео достигло миллиона за три дня. Также он получил положительные отзывы за стабильное исполнение вокала в музыкальном задании без аккомпанемента (MR). Его исполнение строки «Wow, megaton bomb» стало вирусным, что привело к увеличению продаж мороженого «megaton bar» компании Lotte на 400%. В итоге Пэкхо занял 13-е место и не дебютировал в проектной группе Wanna One. С 2017 по 2018 год он продвигался вместе с остальными участниками NU'EST в составе подгруппы NU'EST W.

#### Расследование манипулирования голосованием на шоу Mnet
18 ноября 2020 года Высокий суд Сеула в рамках расследования о фальсификации голосов на шоу Mnet объявил, что Пэкхо стал жертвой манипуляций с голосованием во время участия в «Produce 101 2 сезон». Суд установил, что в финальном выпуске продюсеры шоу заменили Пэкхо в составе группы на стажёра, который фактически занял 13-е место.
Хотя оба продюсера шоу, Ким Ёнбом и Ан Джонён, утверждали, что Пэкхо по собственному желанию попросил исключить его из финального состава, Pledis Entertainment опровергла эти заявления. CJ ENM (материнская компания Mnet) выпустила заявление о ходе переговоров по финансовой компенсации всем стажёрам, пострадавшим от манипуляций с голосованием во всех программах Produce 101, включая Пэкхо. Однако Pledis заявила, что на 18 ноября 2020 года с ними не связывались представители CJ ENM по поводу компенсации.
20 ноября 2020 года стало известно, что во время съёмок второго сезона шоу «Produce 101» Пэкхо страдал от тревожного расстройства, что приводило к паническим атакам и даже обморокам. Персонал Mnet, включая Ана, был осведомлён о диагнозе Пэкхо. Ан утверждал, что в мае 2017 года, обсуждая с Пэкхо его психическое здоровье и участие в шоу, он интерпретировал ответы Пэкхо как желание последнего покинуть соревнование. Однако суд постановил, что Пэкхо не участвовал в принятии решения о манипуляциях с его рейтингом, и признал его жертвой несправедливого исключения из-за манипуляций с голосованием.

#### Сольная деятельность и дебют в музыкальном театре
В июне 2018 года Пэкхо участвовал в вокальном конкурсе «Лучший певец в маске» и дошел до третьего раунда. Выступая под маской Дэвида Бекхэма, он получил высокую оценку за свое выступление во втором раунде с песней «Beautiful Night», которое продемонстрировало его контроль над ритмом и высотой звука, а также его способность исполнять в среднем и низком регистрах. В третьем раунде он исполнил рок-балладу «I Remember», которая была высоко оценена критиками за его «взрывной» высокий регистр, эмоциональную подачу и «чувствительность, выходящую за рамки его возраста».

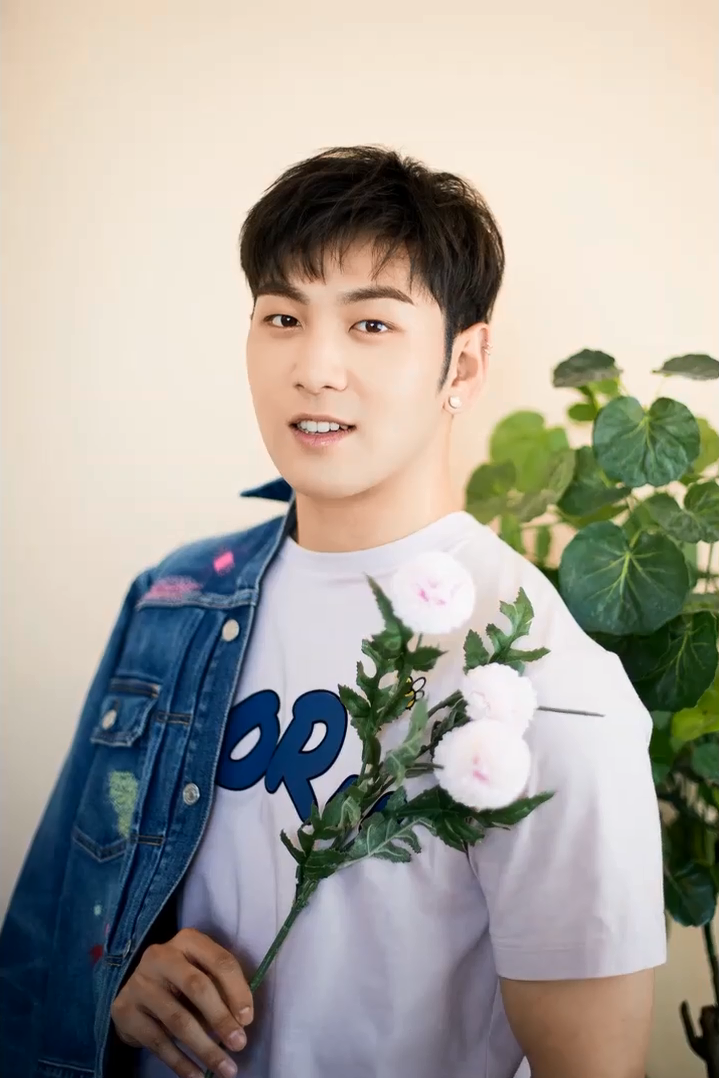
Пэкхо, 2019 год

В январе 2019 года Пэкхо впервые выступил на церемонии вручения наград Golden Disc Awards, исполнив свою песню «Thanksful for You» из альбома W, Here. Эта композиция посвящена его покойному отцу. В том же месяце он также принял участие в создании саундтрека к своему первому оригинальному телевизионному сериалу, выпустив балладу «That Day, We» в стиле струнных инструментов для исторического эпоса «Коронованный шут».
11 января 2020 года Пэкхо провёл свой первый зарубежный концерт под названием BAEKHO-liday в Макао. Из-за вспышки коронавируса были отменены запланированные на февраль выступления в Тайбэе и Бангкоке в рамках мини-тура по Азии.
19 января 2020 года Пэкхо посетил Неделю моды в Париже по приглашению британского люксового модного бренда Alfred Dunhill. С сентября 2020 года он четыре года подряд является представителем бренда «The Wood» компании J One Cosmetic, который выпускает средства по уходу за волосами, гели для душа, пенки для умывания и лимитированные ароматы.
В декабре 2020 года Пэкхо был назначен послом Красного креста Республики Корея в рамках кампании по донорству крови. Это было сделано для преодоления острой нехватки крови в условиях пандемии коронавируса. После посещения центра сдачи крови он также провел благотворительные мероприятия, чтобы побудить своих поклонников стать донорами.
В 2021 году Пэкхо дебютировал в музыкальном театре, сыграв главную мужскую роль Харама в спектакле «Полуночное солнце». Постановка проходила с мая по июль 2021 года. За свою роль он получил положительные отзывы за «превосходные вокальные данные с тонкой выразительностью» и «глубокую эмоциональную игру».
С 31 мая по 7 июня Пэкхо был приглашённым диджеем на радио-шоу «Youngstreet» на Power FM. В декабре Пэкхо был выбран ведущим второго сезона шоу «Idol Challenge: Another Class», благотворительного развлекательного проекта, созданного в сотрудничестве с Good Neighbors — некоммерческой организацией, занимающейся вопросами прав детей по всему миру.
19 декабря Пэкхо выпустил балладу собственного сочинения «Forevermore» в качестве саундтрека к дораме «А теперь мы расстаёмся».
В декабре 2021 года он принял участие во втором своём музыкальном спектакле, сыграв лидера бой-бэнда Мэттью в южнокорейской постановке концертного мюзикла в стиле офф-Бродвея под названием «Altar Boyz». Вскоре после завершения показа «Altar Boyz», Пэкхо получил роль сельского врача-чумного доктора Тео в двухактном мюзикле «Равный». Его зрелая и деликатная эмоциональная игра в этой сложной пьесе с участием двух актёров получила признание, укрепив его статус восходящей звезды на сцене музыкального театра.

### 2022—2023:Absolute Zero,азиатский тур и «Elevator»
28 февраля 2022 года было объявлено, что эксклюзивный контракт NU'EST с Pledis Entertainment истекает 14 марта 2022 года. При этом Пэкхо и Минхён продлили свои контракты с агентством, а участники Арон, JR и Рен этого не сделали.
21 марта он выпустил панк-соул песню «Bite!» для дорамы KBS2 «Безумная любовь». 6–7 и 10 апреля он выступал в качестве специального диджея на радиошоу MBC «Близкий друг».
С 15 по 17 июля Пэкхо провёл свою первую фан-встречу Baekation как сольный артист. На мероприятии он исполнил новую, ранее не опубликованную песню на электрогитаре. Впоследствии эта композиция, «Wanna Go Back», была включена в его дебютный мини-альбом.
Он участвовал в создании саундтрека для детективной драмы ENA «Хорошая работа», выпустив песню «Savior» 1 сентября. [66] Также в октябре он выступил в роли продюсера миссионной песни в вокальном шоу на JTBC «Второй мир».
Пэкхо выпустил свой первый сольный мини-альбом Absolute Zero 12 октября 2022 года. Продолжая самостоятельно заниматься продюсированием, Пэкхо создал на альбоме историю любви, охватывающую развитие и распад отношений. Главную песню альбома «No Rules» он написал, вдохновившись ночными видами моря в своём родном городе Чеджу. Эта композиция, в которой сочетаются характерные для него басовые линии и рок-звучание, символизирует освобождение в любви. «No Rules» стал его успешным сольным дебютом после 11 лет и сразу возглавил чарты музыкальных сервисов Bugs после выхода.
С января по май 2023 года Пэкхо провел мини-тур по Азии под названием BAEKHoney Day, дав концерты в Тайбэе, Бангкоке и Сеуле. Также была запланирована остановка в Макао, но она была отложена из-за форс-мажорных обстоятельств.
В мае Пэкхо получил свою первую роль в телевизионной дораме, сыграв Чха Сивана в сериале «Я возьму поездку за тебя» (буквальный перевод корейского названия 여행을 대신해 드립니다). С 18 мая он также стал постоянным гостем радиопередачи KBS «Плаза Гайо Ли Ын Чжи», выходящей по четвергам.
29 июля Пэкхо принял участие в концерте Plant Our Planet, организованном Министерством иностранных дел, Корейской лесной службой и Корейским комитетом ЮНИСЕФ при поддержке телекомпании MBN. Целью мероприятия было повышение осведомленности о климатическом кризисе.
31 августа Пэкхо выпустил ремейк хита 1995 года Пак Чинёна «Elevator», переработанного в стиле нью-джек-свинг с акцентом на вокал, а не на рэп. Этот релиз знаменует начало его нового проекта цифровых синглов «the [bæd] time», целью которого является демонстрация его двойственности: «the bad time» представляет его зрелую харизматичную привлекательность, а «the bed time» — его эмоциональную внутреннюю сторону, противоречащую его сильному внешнему облику. «Elevator» возглавил чарты Bugs в реальном времени после выхода и был высоко оценен за сценические выступления, которые подчеркивали сексуальную привлекательность Пэкхо благодаря чувственной хореографии и отданию дани оригинальному хору танца Пака.
7 декабря Пэкхо выпустил сингл «What are we», вторую песню с его проекта «the [bæd] time». Это дуэт с участницей лейбла Пак Дживон из Fromis 9. Среднетемповая композиция сочетает элементы поп, R&B и диско. Текст песни, напоминающий диалог, описывает развитие загадочных отношений. После успеха «Elevator», «What are we» также возглавил чарты Bugs в режиме реального времени после релиза.
Пэкхо завершил год с ярким выступлением песни «Elevator» на ежегодном мероприятии MBC Gayo Daejejeon, которое состоялось 31 декабря. Это было его первое участие в данном мероприятии MBC с 2019 года, а также его первый сольный выход на сцену в рамках ежегодных церемоний с тех пор, как он участвовал в Golden Disc Awards в 2019 году.

### 2024—настоящее время: Возвращение в музыкальный театр и Waterbomb
В январе 2024 года Пэкхо дебютировал в качестве судьи на вокальной выживальной программе Mnet «Build Up: Vocal Boy Group Survival».
Пэкхо вернулся на театральную сцену, чтобы сыграть графа Акселя фон Ферзена в постановке мюзикла «Мария-Антуанетта», посвященной 10-летию. Спектакль проходил с конца февраля по май 2024 года. Его исполнение роли Ферзена получило высокую оценку за передачу отчаяния и чувствительности, а также за вокальные способности и манеру подачи.
8 мая Пэкхо выпустил проектный сингл-альбом LOVE OR DIE в сотрудничестве с рэпером Bigone, а также музыкальное видео на заглавную песню с таким же названием. Проект выполнен в жанре рок, а ведущий сингл «Love or Die» представляет собой альтернативную рок-композицию. LOVE OR DIE полностью написан Пэкхо, что стало его первым опытом в этом жанре. Billboard включил «Love or Die» в список лучших песен критиков за первое полугодие под номером 13. Пэкхо и Bigone провели два совместных концерта «우리樂» 18 мая в поддержку проектного альбома. После того как билеты на первоначальный вечерний концерт были раскуплены за минуту, было добавлено дневное шоу.
Пэкхо выступил в качестве неожиданного гостя на концерте Пак Чинёна в рамках фестиваля Weverse Con, состоявшегося 16 июня. Он исполнил свою аранжировку песни «Elevator», а также кавер на партию Рейна из хита Пак Чинёна 2020 года «Switch to Me».
Пэкхо был объявлен участником пяти концертов на представительном летнем музыкальном фестивале Waterbomb, который проходил в Корее и Японии, включая главную площадку в Сеуле 5 июля. В преддверии его выступления по всей стране, Пэкхо был выбран для исполнения официальной песни фестиваля; сингл «Wet & Wild» был выпущен 1 июня. Его выступление в Сеуле получило высокую оценку, а местные СМИ окрестили его «Богом Waterbomb», «Самым горячим парнем Waterbomb» и «Сексуальным Пэк».
Пэкхо получил свою первую награду как сольный артист на церемонии K-World Dream Awards 2024, победив в номинации «Лучший разносторонний музыкант» за свою деятельность в области музыкальных релизов, выступлений на фестивалях, продюсирования записей и мюзиклов.
С августа Пэкхо играет главную роль в комедийном мокьюментари-сериале KBS2 «Method Club». Он исполняет роль самого себя — страстного студента, который плохо играет в своей роли в вымышленной гиперреалистичной актёрской школе, давшей название сериалу.
В конце лета Пэкхо неожиданно представил новую песню с рэпершей Джесси на своём последнем выступлении на Waterbomb в Йосу 31 августа. Песня «Nutty Nutty», описанная как сильно затягивающая композиция с характерной сексуальной аурой Пэкхо и взрывной энергией дуэта, позже была объявлена третьим синглом его проекта «the [bæd] time», выпущенным 4 сентября. Сингл сопровождается видеоклипом с участием лидера танцевальной команды Lachica Габи, известной по шоу «Street Woman Fighter», а также танцевальными челленджами от других лидеров шоу, включая Хони Джей, Лиа Ким, Айки и Монику. В день выпуска «Nutty Nutty» заняла первое место в чартах Bugs в режиме реального времени.
21 декабря Пэкхо принял участие в церемонии вручения премии KBS Entertainment Awards, вручая награду за лучший челлендж.
Первоначально Пэкхо должен был выступить на новогоднем отсчёте времени на Всемирном фестивале K-Pop 31 декабря, однако мероприятие было отменено в связи с национальным траурным периодом, объявленным после авиакатастрофы компании Jeju Air.
28 января 2025 года Пэкхо выступил с финальным номером на новогоднем празднике «Super Star» в Тайване. 22 февраля он вернулся на сцену Waterbomb в Маниле и исполнил свой сет.
14 марта 2025 года Пэкхо покинул Pledis Entertainment по истечении своего эксклюзивного контракта, который длился 13 лет. В этот же день он выпустил песню «Off-Road», написанную и сочинённую им самим. Композиция относится к жанру дэнс-попа с элементами афробита и амапиано. В песне Пэкхо выражает своё стремление достичь вершины, выбрав путь вне привычных рамок и прокладывая новую дорогу.
7 апреля 2025 года Пэкхо объявил о создании Team Baekho. В рамках новой управленческой структуры он заключил контракт с лейблом PrismFilter Music Group, с которым сотрудничает на протяжении долгого времени. Также он вступил в партнёрство с RND Company для управления своей телевизионной и развлекательной деятельностью и с RIZZCOMM для продвижения в медиа и маркетинга.

## Личная жизнь
Пэкхо — опытный мастер комдо, достигший уровня сам дан (третий дан, чёрный пояс) за семь лет тренировок в школьные годы. Он также занимал первое место на международных соревнованиях по комдо. Его навыки кумдо были продемонстрированы в тизерном видео, которое впервые представило его как участника группы NU'EST в 2012 году.
Пэкхо с раннего возраста сталкивался с проблемами веса. Вместо диет он решил заняться спортом, что принесло ему репутацию «спортивного айдола». Корейские интернет-пользователи прозвали его «Человек-Бенз» из-за сходства его грудных мышц с логотипом автомобиля этой марки. Окружность его бедра однажды достигала 63,5 см. Во время появления NU'EST в шоу «Idol Room» в 2019 году Пэкхо смог без посторонней помощи поднять на спину всех четырёх участников группы. После того как фанат отправил в журнал Men's Health Korea фотографию Пэкхо в спортзале, редакция пригласила его стать обложкой ноябрьского выпуска 2018 года. В январе 2020 года он вновь появился на обложке журнала.
В свободное время он увлекается спортом и физической активностью, включая футбол и гольф. Также он имеет лицензию фридайвера и может задерживать дыхание под водой до трёх минут.
Он также любит проводить время с лошадьми и заниматься верховой ездой в своём родном городе Чеджу. Он спонсировал спасение четырёх бывших скаковых лошадей в центре спасения.

### Обвинения в сексуальных домогательствах
В июне 2017 года анонимный бывший знакомый обвинил в интернете Пэкхо в том, что в 2009 году, когда они оба учились в средней школе, он приставал к ней в автобусе по дороге домой из подготовительной школы. Позже в том же месяце она подала на Пэкхо в суд, в то время как компания Pledis отрицала обвинения и подала встречный иск. Также Pledis подала жалобу на обвинителя за нарушение законов о защите информации и коммуникационных сетей. В сентябре 2017 года полиция передала дело в прокуратуру.
16 апреля 2018 года Центральная прокуратура Сеула сняла с Пэкхо обвинения в сексуальном насилии и впоследствии прекратила дело. В итоге Пэкхо был признан невиновным и оправдан по всем обвинениям. Дело также было передано в Комиссию по коммуникациям Кореи для рассмотрения вопросов справедливости освещения обвинений в СМИ.

## Дискография

### Мини-альбомы
| Название      | Детали | Наивысшая позиция в чарте | Продажи                    |
| Название      | Детали | KOR                       | Продажи                    |
| ------------- | --- | ------------------------- | -------------------------- |
| Absolute Zero | - Дата выхода: 12 октября 2022 года - Лейбл: Pledis - Форматы: CD, digital download, streaming Список песен 1. "Festival in My Car" 2. "Love Burn" 3. "No Rules" 4. "We Don't Care No More" (feat. June One of Glen Check) 5. "Bad 4 U" 6. "변했다고 느끼는 내가 변한 건지" (Wanna Go Back) (feat. Sik-K) | 9                         | - Республика Корея: 93,220 |

### Синглы
| Название                                                                          | Год            | Наивысшая позиция в чарте | Наивысшая позиция в чарте | Продажи                     | Альбом                 |
| Название                                                                          | Год            | Корея                     | Корея                     | Продажи                     | Альбом                 |
| Название                                                                          | Год            | Circle                    | Hot                       | Продажи                     | Альбом                 |
| Ведущий артист                                                                    | Ведущий артист | Ведущий артист            | Ведущий артист            | Ведущий артист              | Ведущий артист         |
| --------------------------------------------------------------------------------- | -------------- | ------------------------- | ------------------------- | --------------------------- | ---------------------- |
| «No Rules»                                                                        | 2022           | —                         | —                         | н/д                         | Absolute Zero          |
| «Elevator»                                                                        | 2023           | —                         | —                         | н/д                         | Неальбомный сингл      |
| «What are We» (featuring Park Ji-won of Fromis 9)                                 | 2023           | —                         | —                         | н/д                         | Неальбомный сингл      |
| «Love or Die» (featuring Bigone)                                                  | 2024           | —                         | —                         | н/д                         | Love or Die            |
| «Wet & Wild»                                                                      | 2024           | —                         | —                         | н/д                         | Неальбомный сингл      |
| «Nutty Nutty» (совместно с Jessi)                                                 | 2024           | —                         | —                         | н/д                         | Неальбомный сингл      |
| «Off-Road»                                                                        | 2025           | —                         | —                         | н/д                         | Неальбомный сингл      |
| Приглашённый артист                                                               |                |                           |                           |                             |                        |
| «Love Letter» (Son Dam-bi, After School featuring Ara, Hyelim, Minhyun, Junghyun) | 2011           | 37                        | 43                        | - Республика Корея: 398,062 | Happy Pledis 2nd Album |
| «—» означает, что запись не попала в чарты или не была выпущена в этом регионе.   |                |                           |                           |                             |                        |

### Саундтреки
| Название                                                                        | Год  | Наивысшая позиция в чарте | Альбом                              |
| Название                                                                        | Год  | KOR                       | Альбом                              |
| ------------------------------------------------------------------------------- | ---- | ------------------------- | ----------------------------------- |
| «That Day, We» (그날, 우리)                                                     | 2019 | —                         | The Crowned Clown OST Part 2        |
| «Meet Me When the Sun Goes Down» (태양이 지면 널 만나러 갈게)                   | 2021 | —                         | Midnight Sun OST Part 3             |
| «Good-Bye Days» (with Kei)                                                      | 2021 | —                         | Midnight Sun OST Part 3             |
| «Forevermore» (나는 너라서)                                                     | 2021 | —                         | Now, We Are Breaking Up OST Part 10 |
| «Bite!» (물어!)                                                                 | 2022 | —                         | Crazy Love OST Part 3               |
| «Savior»                                                                        | 2022 | —                         | Good Job OST Part 2                 |
| «—» означает, что запись не попала в чарты или не была выпущена в этом регионе. |      |                           |                                     |

### Появления в сборниках
| Название                                                                        | Год  | Наивысшая позиция в чарте | Альбом                             |
| Название                                                                        | Год  | KOR                       | Альбом                             |
| ------------------------------------------------------------------------------- | ---- | ------------------------- | ---------------------------------- |
| «Beautiful Night» (아름다운 밤이야) (Beast cover)                               | 2018 | —                         | Masked Singer 160th (Live Version) |
| Thought (생각이나) (Boohwal cover)                                              | 2018 | —                         | Masked Singer 160th (Live Version) |
| «Bastard» (놈놈놈) (with Yoon Min-soo, Cheetah)                                 | 2019 | 171                       | The Call 2                         |
| «Don't Worry» (건강하고 아프지마요) (with Yoon Min-soo, Cheetah, Song Ga-in)    | 2019 | —                         | The Call 2                         |
| «—» означает, что запись не попала в чарты или не была выпущена в этом регионе. |      |                           |                                    |

### Другие песни, вошедшие в чарты
| Название                                                                        | Год  | Наивысшая позиция в чарте | Наивысшая позиция в чарте | Продажи                    | Альбом        |
| Название                                                                        | Год  | KOR                       | KOR                       | Продажи                    | Альбом        |
| Название                                                                        | Год  | Circle                    | Hot                       | Продажи                    | Альбом        |
| ------------------------------------------------------------------------------- | ---- | ------------------------- | ------------------------- | -------------------------- | ------------- |
| «Thanksful For You» (지금까지 행복했어요)                                       | 2017 | 25                        | 9                         | - Республика Корея: 74,042 | W, Here       |
| «Feels»                                                                         | 2018 | —                         | —                         | н/д                        | Wake, N       |
| «Need It»                                                                       | 2021 | —                         | —                         | н/д                        | Romanticize   |
| «Festival in My Car»                                                            | 2022 | —                         | —                         | н/д                        | Absolute Zero |
| «Love Burn»                                                                     | 2022 | —                         | н/д                       | н/д                        | Absolute Zero |
| «We Don't Care No More» (featuring June One of Glen Check)                      | 2022 | —                         | н/д                       | н/д                        | Absolute Zero |
| «Bad 4 U»                                                                       | 2022 | —                         | н/д                       | н/д                        | Absolute Zero |
| «Wanna Go Back» (변했다고 느끼는 내가 변한 건지) (featuring Sik-K)              | 2022 | —                         | н/д                       | н/д                        | Absolute Zero |
| «—» означает, что запись не попала в чарты или не была выпущена в этом регионе. |      |                           |                           |                            |               |

### Участие в написании песен
| Год  | Альбом                      | Артист(ы)              | Песня                                                          | Лирика  | Лирика                                                    | МУзыка  | МУзыка                                                    |
| Год  | Альбом                      | Артист(ы)              | Песня                                                          | Участие | Совместно                                                 | Участие | Совместно                                                 |
| ---- | --------------------------- | ---------------------- | -------------------------------------------------------------- | ------- | --------------------------------------------------------- | ------- | --------------------------------------------------------- |
| 2015 | Good Life                   | Bumzu                  | "I Need You" (YA해)                                            | Да      | Bumzu                                                     | Нет     | н/д                                                       |
| 2016 | Q is                        | NU'EST                 | "Lost & Found" (나의 천국 )                                    | Да      | JR                                                        | Да      | Bumzu Park Gi-tae Lee Ki-young                            |
| 2016 | Q is                        | NU'EST                 | "VVith" (사실 말야)                                            | Да      | Bumzu Minhyun JR                                          | Да      | Bumzu                                                     |
| 2016 | Canvas                      | NU'EST                 | "R.L.T.L (Real Love True Love) (One Morning)"                  | Да      | Bumzu Minhyun JR                                          | Нет     | н/д                                                       |
| 2016 | Canvas                      | NU'EST                 | "Love Paint (Every Afternoon)"                                 | Да      | Minhyun JR Ren Aron Bumzu                                 | Нет     | н/д                                                       |
| 2016 | Canvas                      | NU'EST                 | "Look (A Starlight Night)"                                     | Да      | Bumzu Minhyun JR                                          | Нет     | н/д                                                       |
| 2017 | W, Here                     | NU'EST W               | "My Beautiful" (하루만)                                        | Да      | JR Bumzu                                                  | Да      | Bumzu                                                     |
| 2017 | W, Here                     | NU'EST W               | "Where You At"                                                 | Да      | JR Bumzu                                                  | Да      | Bumzu Royal Dive                                          |
| 2017 | W, Here                     | Aron                   | "Good Love"                                                    | Да      | Aron Bumzu                                                | Да      | Bumzu Curtis F                                            |
| 2017 | 27                          | Bumzu                  | "How u doin'"                                                  | Да      | Lee Yoo Jung                                              | Нет     |                                                           |
| 2018 | To. Day                     | Fromis 9               | "DKDK" (두근두근)                                              | Да      | Baekgom                                                   | Нет     | н/д                                                       |
| 2018 | Who, You                    | NU'EST W               | "Signal"                                                       | Да      | JR Bumzu                                                  | Да      | Bumzu Royal Dive                                          |
| 2018 | Who, You                    | NU'EST W               | "Dejavu"                                                       | Да      | JR Bumzu                                                  | Да      | Bumzu                                                     |
| 2018 | Who, You                    | NU'EST W               | "Polaris" (북극성)                                             | Да      | JR Bumzu                                                  | Да      | Bumzu                                                     |
| 2018 | Who, You                    | NU'EST W               | "Ylenol"                                                       | Да      | JR Bumzu                                                  | Нет     | н/д                                                       |
| 2018 | Who, You                    | NU'EST W               | "Gravity & Moon" (중력달)                                      | Да      | JR Bumzu                                                  | Да      | Bumzu Royal Dive                                          |
| 2018 | Who, You                    | NU'EST W               | "Shadow"                                                       | Да      | JR Bumzu                                                  | Да      | Bumzu Park Gi-tae (Prismfilter)                           |
| 2018 | Produce 48 – Final          | Produce 48 contestants | "We Together" (앞으로 잘 부탁해)                               | Да      | Baekgom                                                   | Нет     | н/д                                                       |
| 2018 | Non-album single            | NU'EST W               | "I Don't Care (with Spoonz)"                                   | Да      | JR Ren Aron                                               | Да      | н/д                                                       |
| 2018 | Wake, N                     | NU'EST W               | "L.I.E"                                                        | Да      | JR Bumzu                                                  | Да      | Bumzu                                                     |
| 2018 | Wake, N                     | NU'EST W               | "Help Me"                                                      | Да      | JR Bumzu                                                  | Да      | Bumzu                                                     |
| 2018 | Wake, N                     | Aron                   | "Wi-Fi"                                                        | Да      | Aron Bumzu                                                | Да      | Bumzu Daehan                                              |
| 2018 | Wake, N                     | Ren                    | "You & I" (나, 너에게)                                         | Нет     | н/д                                                       | Да      | Ren Bumzu Park Gi-tae                                     |
| 2018 | Wake, N                     | Пэкхо                  | "Feels"                                                        | Да      | Bumzu                                                     | Да      | Bumzu Park Gi-tae                                         |
| 2019 | Non-album single            | NU'EST                 | "A Song For You" (노래 제목)                                   | Да      | Minhyun JR Ren Aron                                       | Нет     | н/д                                                       |
| 2019 | Happily Ever After          | NU'EST                 | "Segno"                                                        | Да      | JR Bumzu                                                  | Да      | Bumzu Park Gi-tae                                         |
| 2019 | Happily Ever After          | NU'EST                 | "Bet Bet"                                                      | Да      | JR Bumzu                                                  | Да      | Bumzu Royal Dive                                          |
| 2019 | Happily Ever After          | NU'EST                 | "Bass"                                                         | Да      | JR Bumzu                                                  | Да      | Bumzu                                                     |
| 2019 | Happily Ever After          | NU'EST                 | "Talk About Love"                                              | Да      | JR Bumzu                                                  | Да      | Bumzu                                                     |
| 2019 | Happily Ever After          | NU'EST                 | "Different"                                                    | Да      | JR Bumzu                                                  | Да      | Bumzu Park Gi-tae                                         |
| 2019 | Happily Ever After          | NU'EST                 | "Fine"                                                         | Да      | JR Bumzu                                                  | Да      | Bumzu                                                     |
| 2019 | The Table                   | NU'EST                 | "Call Me Back"                                                 | Да      | JR Bumzu                                                  | Да      | Bumzu Park Gi-tae Aaron Fresh Jo Michael (Singing Beetle) |
| 2019 | The Table                   | NU'EST                 | "Love Me"                                                      | Да      | JR Bumzu                                                  | Да      | Bumzu Park Gi-tae                                         |
| 2019 | The Table                   | NU'EST                 | "One Two Three"                                                | Да      | Minhyun JR Bumzu                                          | Да      | Bumzu Anchor                                              |
| 2019 | The Table                   | NU'EST                 | "Trust Me"                                                     | Да      | JR Bumzu                                                  | Да      | Bumzu                                                     |
| 2019 | The Table                   | NU'EST                 | "Stay Up All Night" (밤새)                                     | Да      | JR Bumzu                                                  | Да      | Bumzu Park Gi-tae                                         |
| 2019 | The Table                   | NU'EST                 | "If We" (우리가 사랑했다면)                                    | Да      | Bumzu                                                     | Да      | Bumzu                                                     |
| 2020 | Non-album single            | NU'EST                 | "Let's Love (with Spoonz)"                                     | Да      | Minhyun JR Ren Aron Bumzu                                 | Да      | Bumzu Park Gi-tae BuildingOwner                           |
| 2020 | The Nocturne                | NU'EST                 | "I'm in Trouble"                                               | Да      | Bumzu                                                     | Да      | Bumzu                                                     |
| 2020 | The Nocturne                | NU'EST                 | "Firework"                                                     | Да      | JR Bumzu doubletenboy                                     | Да      | Bumzu Nmore (Prismfilter)                                 |
| 2020 | The Nocturne                | NU'EST                 | "Back To Me"(평행우주)                                         | Да      | Seo Ji-eum Bumzu                                          | Да      | Bumzu Anchor (Prismfilter)                                |
| 2020 | The Nocturne                | NU'EST                 | "꼭"(Must)                                                     | Да      | Ren Bumzu                                                 | Да      | Ren Bumzu                                                 |
| 2020 | The Nocturne                | NU'EST                 | "반딧별"(Shooting Star)                                        | Да      | JR Bumzu                                                  | Да      | Bumzu Anchor (Prismfilter) Bir$day (Prismfilter)          |
| 2020 | Non-album single            | NU'EST                 | "Best Summer (with Spoonz)"                                    | Да      | Bumzu                                                     | Да      | Bumzu Ohway! (Prismfilter) Jozu (Prismfilter)             |
| 2020 | Drive (Japan Album)         | NU'EST                 | "Drive"                                                        | Да      | JR Bumzu                                                  | Да      | Bumzu Ohway! (Prismfilter)                                |
| 2021 | Romanticize                 | NU'EST                 | "Dress"                                                        | Да      | Jay&Rudy Glenn (Prismfilter)                              | Да      | Bumzu Jay&Rudy Building Owner(Prismfilter)                |
| 2021 | Romanticize                 | NU'EST                 | "Inside Out"                                                   | Да      | JR Bumzu G-High (MonoTree) Innerchild (MonoTree) Jay&Rudy | Да      | Bumzu Anchor(Prismfilter) G-High (MonoTree)               |
| 2021 | Romanticize                 | NU'EST                 | "Don't Wanna Go"                                               | Да      | Bumzu                                                     | Да      | Bumzu Park Gi-tae(Prismfilter)                            |
| 2021 | Romanticize                 | NU'EST                 | "Black"                                                        | Да      | JR Bumzu Glenn(Prismfilter)                               | Да      | Bumzu Corey K (The Yoo Group)                             |
| 2021 | Romanticize                 | NU'EST                 | "Drive"(Korean Ver.)                                           | Да      | JR Bumzu                                                  | Да      | Bumzu Ohway!(Prismfilter)                                 |
| 2021 | Romanticize                 | Пэкхо                  | "Need It"                                                      | Да      | Bumzu                                                     | Да      | Bumzu Anchor (Prismfilter)                                |
| 2021 | Romanticize                 | Aron                   | "I'm Not"                                                      | Да      | Aron Glenn (Prismfilter)                                  | Нет     | н/д                                                       |
| 2021 | Now, We Are Breaking Up OST | Пэкхо                  | "Forevermore"                                                  | Да      | н/д                                                       | Нет     | н/д                                                       |
| 2022 | Needle & Bubble             | NU'EST                 | "Love Paint (Every Afternoon)" (re-mastering)                  | Да      | Mafly Minhyun JR Ren Aron Bumzu                           | Нет     | н/д                                                       |
| 2022 | Needle & Bubble             | NU'EST                 | "Bet Bet" (re-mastering)                                       | Да      | JR Bumzu                                                  | Да      | Bumzu Royal Dive                                          |
| 2022 | Needle & Bubble             | NU'EST                 | "Love Me" (re-mastering)                                       | Да      | JR Bumzu                                                  | Да      | Bumzu Park Gi-tae Nmore                                   |
| 2022 | Needle & Bubble             | NU'EST                 | "Different" (re-mastering)                                     | Да      | JR Bumzu                                                  | Да      | Bumzu Park Gi-tae                                         |
| 2022 | Needle & Bubble             | NU'EST                 | "Look (A Starlight Night)" (Alternative house version)         | Да      | Minhyun JR Bumzu                                          | Нет     | н/д                                                       |
| 2022 | Needle & Bubble             | NU'EST                 | "I'm in Trouble" (Urban version)                               | Да      | Bumzu                                                     | Да      | Bumzu                                                     |
| 2022 | Needle & Bubble             | NU'EST                 | "Galaxy"                                                       | Да      | Bumzu                                                     | Да      | Bumzu Park Gi-Tae Jay&Rudy                                |
| 2022 | Needle & Bubble             | NU'EST                 | "다시, 봄"(Again)                                              | Да      | Bumzu Elum                                                | Да      | Bumzu Gesture Elum                                        |
| 2022 | The Second World            | Exy                    | "Burinake" (Latin version) (부리나케)                          | Да      | BuildingOwner Elum Exy                                    | Да      | BuildingOwner Elum Hey Farmer Ohway! SUMMER CAKE          |
| 2022 | The Second World            | Kim Seon-you           | "Burinake" (Newtro version) (부리나케)                         | Да      | BuildingOwner Elum                                        | Да      | BuildingOwner Elum Hey Farmer                             |
| 2022 | Absolute Zero               | Пэкхо                  | "Festival in My Car"                                           | Да      | Bumzu Glenn Nmore                                         | Да      | Bumzu Glenn Nmore Ohway! Hong Hoon-Gi                     |
| 2022 | Absolute Zero               | Пэкхо                  | "Love Burn"                                                    | Да      | Bumzu Jenci                                               | Нет     | н/д                                                       |
| 2022 | Absolute Zero               | Пэкхо                  | "No Rules"                                                     | Да      | Bumzu Lee Seu-Ran Krysta Marie Youngs Howard Fleetwood    | Да      | Bumzu Glenn Nmore Krysta Marie Youngs Howard Fleetwood    |
| 2022 | Absolute Zero               | Пэкхо                  | "Bad 4 U"                                                      | Да      | Bumzu Gesture Alex Karlsson                               | Нет     | н/д                                                       |
| 2022 | Absolute Zero               | Пэкхо                  | "변했다고 느끼는 내가 변한 건지 (Feat. Sik-K)" (Wanna Go Back) | Да      | Bumzu Sik-K Elum Glenn Nmore BuildingOwner                | Да      | Bumzu Sik-K Glenn Nmore Ohway! Hong Hoon-Gi               |
| 2024 | LOVE OR DIE                 | Baekho & BIGONE        | "사랑하기 때문인거야" (All Because I Love You)                 | Нет     | н/д                                                       | Да      | Bigone Ohway! Hungi Hong                                  |
| 2024 | LOVE OR DIE                 | Baekho & BIGONE        | "Love or Die"                                                  | Нет     | н/д                                                       | Да      | Bigone Ohway! Hungi Hong                                  |
| 2024 | LOVE OR DIE                 | Baekho & BIGONE        | "Oh My Best Day"                                               | Нет     | н/д                                                       | Да      | Bigone Ohway!                                             |
| 2024 | LOVE OR DIE                 | Baekho & BIGONE        | "Love or Die" (EDM version)                                    | Нет     | н/д                                                       | Да      | Bigone Ohway!                                             |
| 2024 | LOVE OR DIE                 | Baekho & BIGONE        | "Love or Die" (Unplugged version)                              | Нет     | н/д                                                       | Да      | Bigone Ohway!                                             |
| 2024 | Non-album single            | Пэкхо                  | "Nutty Nutty (Feat. Jessi)"                                    | Да      | BUMZU Shannon Tobias Näslund Arineh Karimi Linnea Södahl  | Нет     | н/д                                                       |
| 2025 | Non-album single            | Пэкхо                  | "Off-Road"                                                     | Да      | Kohway Jin Jeon BuildingOwner                             | Да      | BuildingOwner Jin Jeon Kohway                             |
| 2025 | 3 in the City               | Bangtan Pink           | "G.T.A (Good Time Ahead) (Feat. Baekho)" (내일, 내게 갈게)     | Да      | Kim Hyejung Park Gi-tae                                   | Нет     | н/д                                                       |

## Фильмография

### Кино
| Год  | Название       | Роль      | Примечание     | Ист.    |
| ---- | -------------- | --------- | -------------- | ------- |
| 2015 | Два незнакомца | Друг Джиу | Японский фильм | [ 165 ] |

### Телесериалы
| Год  | Название               | Роль      | Примечание | Ист.   |
| ---- | ---------------------- | --------- | ---------- | ------ |
| 2013 | Даосский маг Чон У Чхи | Чан Вон   | Камео      | [ 17 ] |
| TBA  | Я поеду вместо тебя    | Чха Сиван |            | [ 73 ] |

### Теле-шоу
| Год  | Название                                                | Роль                          | Примечание                    | Ист.            |
| ---- | ------------------------------------------------------- | ----------------------------- | ----------------------------- | --------------- |
| 2017 | Produce 101 2 сезон                                     | Участник                      |                               | [ 166 ]         |
| 2018 | Лучший певец в маске                                    | Участник                      | Эпизоды 159–160               | [ 167 ] [ 168 ] |
| 2018 | Hidden Singer 5                                         | Участник дискуссии            | Эпизод 8 (с Ароном и Реном)   | [ 169 ]         |
| 2018 | Battle Trip                                             | Участник дискуссии            | Эпизоды 108–109 (с JR)        | [ 170 ]         |
| 2018 | Produce 48                                              | Музыкальный продюсер          | Эпизод 12 (Финал)             |                 |
| 2019 | Закон джунглей                                          | Актёрский состав              | Эпизоды 353–357               | [ 171 ]         |
| 2019 | The Call                                                | Актёрский состав              | 2 скхон                       | [ 172 ]         |
| 2019 | Вперёд, МанСуро!                                        | Актёрский состав              |                               | [ 173 ]         |
| 2021 | Закон джунглей                                          | Актёрский состав              | 446–448 эпиходы               | [ 174 ]         |
| 2022 | YTN NewsLIVE                                            | Прогноз погоды на один день   |                               | [ 175 ] [ 176 ] |
| 2022 | Второй мир                                              | Миссия музыкального продюсера | 6 эпизод                      | [ 177 ]         |
| 2022 | Hidden Singer 7                                         | Участник дискуссии            | 9 эпизод                      |                 |
| 2022 | Buddy Boys                                              | Актёрский состав              |                               | [ 178 ]         |
| 2023 | Teachers of Narat 2: The Korean Wave Teacher Expedition | Актёрский состав              |                               | [ 179 ]         |
| 2023 | Battle Trip                                             | Участник дискуссии            | Эпизоды 32–33 (with Nichkhun) | [ 180 ]         |
| 2023 | R U Next?                                               | Специальный тренер            | 2-3 эпизоды                   | [ 181 ]         |
| 2023 | Star Eat-Show                                           | Ведущий                       | 2 сезон                       | [ 182 ]         |
| 2023 | The Travelog                                            |                               | 5-й эпизод                    |                 |
| 2024 | Build Up: Vocal Boy Group Survival                      | Судья                         |                               | [ 81 ]          |
| 2024 | Method Club                                             | Регулярный актерский состав   |                               | [ 97 ]          |

### Веб-шоу
| Год       | Название                      | Роль             | Примечание                   | Ист.                    |
| --------- | ----------------------------- | ---------------- | ---------------------------- | ----------------------- |
| 2021–2023 | Idol Challenge: Another Class | Ведущий          | 2 сезон                      | [ 183 ]                 |
| 2022      | The Door: To Wonderland       | Актёрский состав | 1–2 сезоны                   | [ 184 ] [ 185 ] [ 186 ] |
| 2022–2023 | BAEK-HOpping                  | Он сам           | Оригинальный контент YouTube | [ 187 ]                 |
| 2023      | Idol Departure Dream Team     | Ведущий          | 2 сезон                      |                         |
| 2023      | Idol Truck                    | Актёрский состав | Команда Пусана               | [ 188 ]                 |
| 2023      | Baekho Grylls                 | Он сам           | Оригинальный контент YouTube | [ 189 ]                 |

## Музыкальный театр
| Год  | Название          | Роль                   | Ист.    |
| ---- | ----------------- | ---------------------- | ------- |
| 2021 | Полуночное солнце | Харам                  | [ 190 ] |
| 2021 | Altar Boyz        | Мэттью                 | [ 191 ] |
| 2022 | Равный            | Тео                    | [ 192 ] |
| 2024 | Мария-Антуанетта  | Граф Аксель фон Ферзен | [ 83 ]  |

## Награды и номинации
| Награда                  | Год  | Категория                      | Работа / Номинант | Результат | Ист.            |
| ------------------------ | ---- | ------------------------------ | ----------------- | --------- | --------------- |
| KBS Entertainment Awards | 2019 | Hot Issue Entertainer Award    | Вперёд, МанСуро!  | Победа    | [ 193 ] [ 194 ] |
| K-World Dream Awards     | 2024 | Лучший разносторонний музыкант | Пэкхо             | Победа    | [ 96 ]          |

## Концерты и туры
| Год         | Концерт/тур/встреча с фанатами | Дата                                                 | Место проведения                               | Примечание                       |
| ----------- | ------------------------------ | ---------------------------------------------------- | ---------------------------------------------- | -------------------------------- |
| 2018        | Happy Baekho Day Busking Live  | 21 июля                                              | Olympic Park 88 Waterside Stage, Seoul         | Мероприятие в честь дня рождения |
| 2019        | Baekho's Birthday Talk Live    | 18 июля                                              | Olympic Park 88 Waterside Stage, Seoul         | Мероприятие в честь дня рождения |
| 2020        | Baekho-liday                   | 11 января                                            | Broadway Theatre, Macau                        | [ 197 ] [ 198 ]                  |
| 2020        | Baekho-liday                   | 14 февраля (Отменено)                                | NTU Sports Center, Taipei, Taiwan              | Из-за пандемии коронавируса      |
| 2020        | Baekho-liday                   | 16 февраля (Отложено)                                | MCC Hall, The Mall Bangkapi, Bangkok, Thailand | Из-за пандемии коронавируса      |
| 2021        | BAEKHOn21                      | 22 июля                                              | Online                                         | Мероприятие в честь дня рождения |
| 2022        | Baekation                      | 15–17 июля                                           | Yes24 Live Hall, Seoul                         | Встреча с фанатами               |
| 2023 – 2024 | BAEKHoney Day                  | 28 января 2023 года                                  | Taipei International Convention Center, Taiwan | [ 201 ] [ 202 ] [ 203 ] [ 204 ]  |
| 2023 – 2024 | BAEKHoney Day                  | 4 февраля 2023 года                                  | Union Hall 2, Union Mall, Bangkok, Thailand    | [ 201 ] [ 202 ] [ 203 ] [ 204 ]  |
| 2023 – 2024 | BAEKHoney Day                  | 25 марта 2023 года (отложено, новая дата уточняется) | Broadway Theatre, Macau                        | [ 201 ] [ 202 ] [ 203 ] [ 204 ]  |
| 2023 – 2024 | BAEKHoney Day                  | 12–14 мая 2023 года                                  | Yes24 Live Hall, Seoul                         | [ 201 ] [ 202 ] [ 203 ] [ 204 ]  |
| 2023 – 2024 | BAEKHoney Day                  | 20 апреля 2024 года                                  | Zepp New Taipei, Taiwan                        | [ 201 ] [ 202 ] [ 203 ] [ 204 ]  |

### Комментарии
1. ↑  Также встречается написание Кан Донхо, но оно не соответствует системе Концевича
2. ↑  Также встречается написание Бэкхо, но оно не соответствует системе Концевича
3. ↑  Kpop Hot 100 был запущен 25 августа 2011 года и закрыт 16 июля 2014 года. Чарт был восстановлен 4 июня 2017 года, но 30 апреля 2022 года его действие было прекращено.
4. ↑  Песня «No Rules» не попала в цифровой чарт Circle, но заняла 15-е и 26-е места в чартах загрузок Circle и фоновой музыки Circle соответственно.[137][138]
5. ↑  «Elevator» не попал в цифровой чарт Circle, но занял 20-е и 71-е места в чартах Circle Download и Circle BGM соответственно.[139][140]
6. ↑  Песня «What are We» не попала в цифровой чарт Circle, но заняла 7-е и 30-е места в чартах загрузок Circle и фоновой музыки Circle соответственно.[141][142]
7. ↑  Песня «That Day, We» не попала в цифровой чарт Gaon, но заняла 12-е и 59-е места в чартах Gaon BGM и Gaon Download соответственно.[144][145]
8. ↑  Песня «Meet Me When the Sun Goes Down» не попала в цифровой чарт Gaon, но заняла 19-е и 54-е места в чартах Gaon Download Chart и Gaon BGM Chart соответственно.[146][147]
9. ↑  «Good-Bye Days» не попала в цифровой чарт Gaon, но заняла 76-е место в чарте загрузок Gaon.[146]
10. ↑  «Forevermore» не попала в цифровой чарт Gaon, но заняла 7-е и 20-е места в чартах Gaon Download Chart и Gaon BGM Chart соответственно[148][149].
11. ↑  «Bite» не попал в цифровой чарт Gaon, но занял 68-е место в чарте загрузок Gaon.[150]
12. ↑  «Savior» не попал в цифровой чарт Circle, но занял 88-е и 93-е места в чартах Circle BGM и Circle Download соответственно.[151][152]
13. ↑  Песня «Don't Worry» не попала в цифровой чарт Gaon, но заняла 31-е и 34-е места в чартах Gaon BGM и Gaon Download соответственно.[153][154]
14. ↑  Песня «Feels» не попала в цифровой чарт Gaon, но заняла 32-е и 99-е места в чартах Gaon Download Chart и Gaon BGM Chart соответственно.[156][157]
15. ↑  Песня «Need It» не попала в цифровой чарт Gaon, но заняла 24-е и 131-е места в чартах Gaon Download Chart и Gaon BGM Chart соответственно.[158][159]
16. ↑  «Festival in My Car» не попал в цифровой чарт Circle, но занял 54-е и 161-е места в чартах Circle Download и Circle BGM соответственно.[137][138]
17. ↑  «Love Burn» не попала в цифровой чарт Circle, но заняла 52-е и 153-е места в чартах загрузок Circle и фоновой музыки Circle соответственно.[137][138]
18. ↑  Песня «We Don't Care No More» не попала в цифровой чарт Circle, но заняла 57-е место в чарте загрузок Circle.[137]
19. ↑  «Bad 4 U» не попала в цифровой чарт Circle, но заняла 56-е и 198-е места в чартах загрузок Circle и фоновой музыки Circle соответственно.[137][138]
20. ↑  Песня «Wanna Go Back» не попала в цифровой чарт Circle, но заняла 58-е и 182-е места в чартах загрузок Circle и фоновой музыки Circle соответственно.[137][138]